# Philippisten
Als Philippisten (auch: Melanchthonianer, Adiaphoristen) bezeichnet man die Anhänger der Lehre des Reformators Philipp Melanchthon, speziell eine Gruppe von Theologen, die sich aus internen protestantischen Lehrstreitigkeiten des 16. Jahrhunderts herausbildete.

## Entstehung und Entwicklung
1548 wurden zwischen dem Kaiser Karl V. und den protestantischen Ständen das Augsburger Interim beziehungsweise die Leipziger Artikel geschlossen. Dies löste unter den evangelischen Theologen Disputationen über sechs Streitpunkte aus: den Adiaphoristischen Streit, den Majoristischen Streit, den Antinomistischen Streit, den Synergistischen Streit, den Osiandrischen Streit und einen zweiten Abendmahlsstreit. Die Anhänger Martin Luthers spalteten sich auf in gemäßigte Philippisten und orthodoxe Gnesiolutheraner.
Für die Philippisten lag der Schwerpunkt in der Frage, in welcher Art die kultischen Handlungen beim Gottesdienst praktiziert werden sollten. Dabei wurde von den Philippisten akzeptiert, dass im protestantischen Gottesdienst gewisse liturgische Besonderheiten der katholischen Kirche beibehalten werden sollten.
Sie galten als Vermittler zwischen den konfessionellen Fronten von Luthertum und Calvinismus. Schärfste Disputationsgegner der Philippisten waren seit dem Abschluss der Konkordienformel die Gnesiolutheraner. Die Philippisten wurden von ihnen unter dem Vorwurf, mit ihrem Kurs bewusst zur Etablierung des Reformiertentums beizutragen, zu den Kryptocalvinisten gezählt. Seitdem verlor die Strömung immer mehr an Akzeptanz und einige Anhänger, insbesondere landesfürstliche, konvertierten tatsächlich zum Calvinismus.

## Verbreitung
Die gemäßigte ökumenisierende Verbindung der Lehren Martin Luthers und Jean Calvins der Philippisten fand quer durch das Reich zwischen den 1550ern und 1570ern Anhänger. Unter anderem in Böhmen, Niederschlesien und der Oberlausitz hielt der protestantische Adel noch während erster Verfolgungen durch August von Sachsen in dessen Gebiet an dieser Ausrichtung fest. Davon zeugt ein Altarbild im heute polnischen Jawor, das Philipp Melanchthon als gütigen Beichtvater darstellt, bei dem die edlen Herren der Stadt Schlange stehen.

### Persönlichkeiten
Theologen: Georg Major, Andreas Osiander, Caspar Peucer, Caspar Cruciger der Jüngere und Alexander Alesius.
Landesfürsten: Philipp I. von Hessen, Wilhelm IV. von Hessen-Kassel, Christian I. von Sachsen.